# Vargula morini
Vargula morini is een mosselkreeftjessoort uit de familie van de Cypridinidae. De wetenschappelijke naam van de soort is voor het eerst geldig gepubliceerd in 2005 door Torres & Cohen.